# Miguel Hernández (álbum)
Miguel Hernández es el título del noveno álbum LP que el cantautor Joan Manuel Serrat grabó en 1972 con la compañía discográfica Zafiro/Novola. En él musicaliza poemas del poeta oriolano Miguel Hernández con arreglos de Francesc Burrull. 
Todas las letras son de Miguel Hernández. Las músicas son autoría de Serrat, a excepción de las "Nanas de la cebolla", con música de Alberto Cortez.

## Canciones
| Pista | Título                 | Autor                               | Tiempo |
| ----- | ---------------------- | ----------------------------------- | ------ |
| 1     | Menos tu vientre       | Miguel Hernández Joan Manuel Serrat | 3:32   |
| 2     | Elegía                 | Miguel Hernández Joan Manuel Serrat | 5:53   |
| 3     | Para la libertad       | Miguel Hernández Joan Manuel Serrat | 2:50   |
| 4     | La boca                | Miguel Hernández Joan Manuel Serrat | 3:47   |
| 5     | Umbrío por la pena     | Miguel Hernández Joan Manuel Serrat | 2:25   |
| 6     | Nanas de la cebolla    | Miguel Hernández Alberto Cortez     | 5:53   |
| 7     | Romancillo de mayo     | Miguel Hernández Joan Manuel Serrat | 2:51   |
| 8     | El niño yuntero        | Miguel Hernández Joan Manuel Serrat | 4:52   |
| 9     | Canción última         | Miguel Hernández Joan Manuel Serrat | 3:24   |
| 10    | Llegó con tres heridas | Miguel Hernández Joan Manuel Serrat | 1:53   |